# Heather Petri

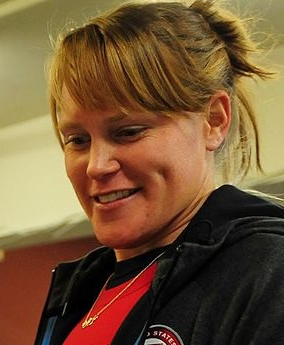
Heather Petri (2013)

Heather Danielle Petri (* 13. Juni 1978 in Oakland, Kalifornien) ist eine ehemalige Wasserballspielerin aus den Vereinigten Staaten. Sie gewann bei Olympischen Spielen zwei Silbermedaillen sowie eine Gold- und eine Bronzemedaille. Je dreimal erhielt sie Gold bei Weltmeisterschaften und bei Panamerikanischen Spielen.

## Sportliche Karriere
Heather Petri begann mit dem Wasserball in Jungenmannschaften und gehörte dann zum ersten Mädchenteam an der Miramonte High School. Nach der High School ging sie aufs College der University of California, Berkeley und spielte für deren Sportteam, die California Golden Bears. 2000 wurde die 1,80 m große Defensivspezialistin in die Mannschaft berufen, die die Vereinigten Staaten beim ersten olympischen Wasserballturnier für Frauen vertreten sollte. Beim Turnier in Sydney erzielte besiegte das US-Team im Halbfinale die Niederländerinnen mit 6:5, im Finale unterlagen die Amerikanerinnen den Australierinnen mit 3:4.
Nach ihrer Graduierung spielte Heather Petri in Profiligen in Brasilien, Griechenland und Italien. Im Juli 2003 fand die Weltmeisterschaft 2003 in Barcelona statt. Das US-Team gewann den Titel durch ein 8:6 über die Italienerinnen. Direkt im Anschluss wurden in Santo Domingo die Panamerikanischen Spiele ausgetragen. Im Finale besiegte das US-Team die Kanadierinnen mit 7:3. Bei den Olympischen Spielen 2004 in Athen unterlagen die Amerikanerinnen im Halbfinale den Italienerinnen, im Spiel um die Bronzemedaille bezwangen sie die Australierinnen mit 6:5. Im Halbfinale erzielte Heather Petri bei ihrer zweiten Olympiateilnahme ihr erstes Tor.
Bei der Weltmeisterschaft 2005 in Montreal erreichte die Mannschaft aus den Vereinigten Staaten das Finale und unterlag dann den Ungarinnen mit 7:10 nach Verlängerung. Zwei Jahre später bei der Weltmeisterschaft in Melbourne trafen im Finale das US-Team und die Australierinnen aufeinander, die Amerikanerinnen siegten mit 6:5. Im Juli 2007 fanden in Rio de Janeiro die Panamerikanischen Spiele statt. Das US-Team gewann das Finale gegen die Kanadierinnen mit 6:4. 2008 fand das dritte olympische Wasserballturnier in Peking statt. Mit einem 9:8-Sieg über Australien im Halbfinale erreichte das US-Team das Endspiel gegen die Niederländerinnen, die Amerikanerinnen unterlagen mit 8:9. Heather Petri erzielte ein Tor im Vorrundenspiel gegen die Italienerinnen.
2009 in Rom gewann Heather Petri mit dem US-Team ihren dritten Weltmeistertitel durch einen 7:6-Finalsieg über Kanada. Heather Petri erzielte im Finale einen Treffer. Zwei Jahre später belegte die Mannschaft aus den Vereinigten Staaten den sechsten Platz bei der Weltmeisterschaft in Shanghai. Bei den Panamerikanischen Spielen in Guadalajara stand es am Ende 8:8 zwischen dem US-Team und den Kanadierinnen. Erst im Penaltyschießen siegte das US-Team. Nach 12 Jahren in der Nationalmannschaft nahm Heather Petri 2012 bei den Olympischen Spielen 2012 in London an ihrem letzten großen Turnier teil. Im Viertelfinale gewannen die Amerikanerinnen mit 9:6 gegen die Italienerinnen. Im Halbfinale folgte gegen die Australierinnen ein 11:9 nach Verlängerung und im Finale siegte das US-Team mit 8:5 gegen die Spanierinnen. Das zwischenzeitliche 2:2 im Finale war Heather Petris letztes Tor in der Nationalmannschaft. Heather Petri war neben Brenda Villa die einzige Wasserballspielerin, die bei den ersten vier olympischen Frauenturnieren jeweils eine Medaille gewann.
Nach ihrer aktiven Laufbahn wurde Heather Petri Assistenztrainerin bei den Calfornia Golden Bears. 2023 wurde sie in die International Swimming Hall of Fame aufgenommen.